# Happy Gilmore
Happy Gilmore (bra: Um Maluco no Golfe; prt: O Maluco do Golfe / O Demónio do Golfe) é um filme norte-americano de comédia esportiva de 1996, dirigido por Dennis Dugan, produzido por Robert Simonds e estrelado por Adam Sandler no papel principal, ao lado de Christopher McDonald, Julie Bowen e Carl Weathers. O filme narra as aventuras de seu personagem-título, um jogador de hóquei no gelo fracassado que busca arrecadar dinheiro suficiente para evitar o confisco da casa de sua avó. Inesperadamente, Happy descobre que consegue dar tacadas longas no golfe e compete em torneios pagos, conquistando seguidores por sua habilidade, assim como por seu comportamento grosseiro.
O roteiro foi escrito por Sandler e seu parceiro de escrita Tim Herlihy, em sua segunda colaboração para longa-metragem após o filme do ano anterior, Billy Madison. Este filme também marca a primeira colaboração entre Sandler e Dugan. 
Happy Gilmore foi lançado nos cinemas dos Estados Unidos em 16 de fevereiro de 1996, pela Universal Pictures, e recebeu críticas mistas. Foi um sucesso comercial, arrecadando US$ 41,2 milhões com um orçamento de US$ 12 milhões, e ganhou um MTV Movie Award de Melhor Luta para Sandler e Bob Barker. O filme desenvolveu um culto de seguidores, especialmente na comunidade do golfe. Uma sequência, Happy Gilmore 2, foi lançada na Netflix em 2025.

## Sinopse
Happy Gilmore (Adam Sandler) é um jovem que deseja ser jogador de hóquei no gelo mas sempre é rejeitado pelos clubes por ser um péssimo patinador. Ele acaba descobrindo sem querer ter vocação para o golfe, ao conseguir bater na bola mais forte do que qualquer outro, mesmo os profissionais. Chubbs Peterson, um ex-golfista talentoso que acabou abandonando o esporte ao ter a mão decepada por um crocodilo deseja treiná-lo mas Happy só quer saber de ganhar dinheiro o suficiente para pagar as dívidas do imposto de renda de sua avó, tirá-la da casa de repouso (onde esta sofre nas mãos de um enfermeiro explorador) e recuperar a antiga casa dela. Ele disputa vários torneios e fica conhecido por manter os maus modos típicos dos jogadores de hóquei, usando roupas deselegantes e tendo ataques de fúria e agressividade contra os adversários, equipamento e assistentes. Seus modos acabam aumentando o público dos jogos mas irritam o grande jogador Shooter McGavman que usa de todos os meios lícitos e ilícitos para expulsar Happy do golfe.

## Elenco
- Adam Sandler como Happy Gilmore, um jovem que quer ser um jogador profissional de hóquei no gelo.
- Christopher McDonald como Shooter McGavin, um jogador arrogante que é o melhor jogador no "Pro Golf Tour" (turnê de golfe da ficção baseado no PGA Tour).
- Julie Bowen como Virginia Venit, um gerente de relações públicas para o Pro Golf Tour.
- Frances Bay como Vovó Gilmore.
- Carl Weathers como Chubbs Peterson, um golfista profissional que foi forçado a se aposentar mais cedo quando sua mão foi mordida por um jacaré. Weathers reprisa o papel em 2000, no filme de Adam Sandler Little Nicky, apesar de ser feito pela New Line Cinema.
- Allen Covert como Otto, um homem sem-teto que se torna transportador de Happy. O personagem é sem nome no filme, mas está listado nos créditos finais. Covert reprisa o papel em 2011 no filme Jack and Jill de Adam Sandler, apesar de ser feito pela Columbia Pictures.
- Kevin Nealon como Gary Potter, o excêntrico que convence Happy a participar em seu primeiro torneio de Pro Golf Tour.
- Richard Kiel como Sr. Larson, ex-chefe imponente de Happy.
- Dennis Dugan como Doug Thompson, o comissário da Pro Golf Tour.
- Joe Flaherty como fã rebelde, Donald
- Lee Trevino como ele mesmo
- Bob Barker como ele mesmo
- Verne Lundquist como ele mesmo
- Mark Lye como ele mesmo
- Ben Stiller (não-creditado) como Hal L., o sádico gerente e enfermeiro da casa de repouso onde a avó de Happy passa a morar. Finge ser gentil e simpático na frente das pessoas, mas secretamente maltrata os velhinhos, os ameaça e os explora, forçando-os a fazerem trabalhos manuais pesados.

## Recepção

### Resposta da crítica
O filme recebeu críticas mistas dos críticos. Na revisão de filme no Rotten Tomatoes, recebeu uma classificação críticos de 60%.

### Bilheteria
O filme foi um sucesso comercial, ficando em #2 nas bilheterias dos EUA em sua semana de estreia com $8.5 milhões em receitas. O filme arrecadou $12 milhões e ganhou o total de $41.2 milhões em todo o mundo, com $38.8 milhões a mais do que na bilheteria doméstica norte-americana.

## Prêmios e indicações
Adam Sandler recebeu uma indicação ao Prêmio Framboesa de Ouro de pior ator para o filme.
O filme foi indicado para um Prêmio de Efeitos Sonoros; artistas de efeitos foley passaram mais de 40 horas criando, melhorando e aperfeiçoando o som do balanço de golfe de Adam Sandler.
O filme ganhou um MTV Movie Award para "Melhor Luta" por Adam Sandler versus Bob Barker.